# فیلوکتتس (سوفوکل)
فیلوکتتس (به یونانی: Φιλοκτήτης) نمایشنامه‌ای از سوفوکل تراژدی‌نویس نامدار یونان که برای اولین بار در سال 409 قبل از میلاد در جشنواره دیونوسوس اجرا شد و جایزه اول را نصیب خود کرد . داستان این نمایش برگرفته از حماسهٔ اودیسه هومر شاعر و حماسه‌سرای شهیر یونانی است واتفاقات آن بعد از داستان ایلیاد و قبل از جنگ تروا اتفاق می‌افتد.

## داستان نمایش
همچنین نگاه کنید به : فیلوکتتس

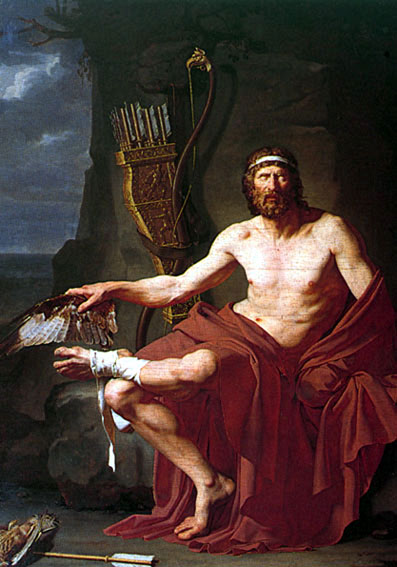
فیلوکتتس

هراکلس قبل از مرگ تیر و کمان خود را به او داد. در راه عزیمت به تروا، ماری او را گزید و زخمی شد و اودوسئوس او را در جزیره لمنوس رها کرد. اما زمانی که پیشگویی خبر داد که بدون تیر و کمان هراکلس شکست دادن تروا ممکن نیست، او را بازآوردند. او پاریس را با تیر خود کشت.